# 闭值域定理
闭值域定理是数学中的巴拿赫空间理论中的一个定理，给出了闭合稠定线性算子（closedDensely defined operator）的值域为闭集的充要条件。这一定理由斯特凡·巴拿赫于1932年在《线性算子理论》（Théorie des opérations linéaires）一文中给出了证明。
设X与Y为巴拿赫空间，若T : D(X) → Y是一个闭合的线性算子，它的定义域D(X)在X中稠密，而{\displaystyle \scriptstyle {T'}}是它的转置算子。则定理指出，如下四个结论等价：
- {\displaystyle \scriptstyle {T}}的值域（像）{\displaystyle \scriptstyle {\operatorname {Im} (T)}}是{\displaystyle \scriptstyle {Y}}中的闭集。
- {\displaystyle \scriptstyle {T'}}的值域{\displaystyle \scriptstyle {\operatorname {Im} (T')}}是{\displaystyle \scriptstyle {X}}的对偶空间{\displaystyle \scriptstyle {X'}}中的闭集。
- {\displaystyle \operatorname {Im} (T)=\operatorname {Ker} (T')^{\perp }=\{y\in Y|\langle x^{*},y\rangle =0\quad \forall \quad x^{*}\in \operatorname {Ker} (T')\}}
- {\displaystyle \operatorname {Im} (T')=\operatorname {Ker} (T)^{\perp }=\{x^{*}\in X'|\langle x^{*},y\rangle =0\quad \forall \quad y\in \operatorname {Ker} (T)\}.}

此定理有一些直接的推论。比如，当且仅当算子的转置存在连续的逆算子时（continuous inverse），存在一个稠定线性算子T使得Im(T) = Y。相似地，当且仅当T存在连续的逆算子时，{\displaystyle \scriptstyle {\operatorname {Im} (T')=X'}}。